# Google Drive
Google Drive es un servicio de alojamiento y sincronización de archivos desarrollado por el Google. Lanzado el 24 de abril del 2012, el servicio permite a sus usuarios almacenar archivos en la nube (en los servidores de Google), sincronizar archivos entre dispositivos y compartir archivos. Cada usuario cuenta con 15 gigabytes (GB) de espacio gratuito para almacenar sus archivos, ampliables mediante  planes de pago. Es accesible a través del sitio web desde computadoras y disponen de aplicaciones para Android e iOS que permiten editar documentos y hojas de cálculo.
Con el lanzamiento de Drive, Google unificó el almacenamiento disponible para un único usuario de tal manera que en esos 15 GB se guardan también los mensajes de correo electrónico de Gmail y las imágenes de Google+ que superen los 2048 × 2048 píxeles.[cita requerida]

## Historia
Google Drive antes era llamado Google Docs se originó de dos productos separados, Writely y Google Spreadsheets. Writely era un procesador de texto individual en red creado por la compañía de software Upstartle, el cual fue lanzado en agosto de 2005. Sus características originales incluían un sitio para la edición de textos en colaboración, además de controles para su acceso. Los menús, los atajos en el teclado y los cuadros de diálogo eran presentados de una manera muy similar a la que los usuarios suelen esperar en un procesador de texto tradicional, como OpenOffice.org o Microsoft Office.
En el momento de la adquisición, Upstartle tenía cuatro empleados. Writely cerró los registros a sus servicios hasta que estuviese completo el movimiento a los servidores de Google. En agosto de 2006, Writely envió invitaciones de cuentas a todos aquellos que hubieron requerido ser ubicados en una lista de espera y luego se volvió disponible al público el 23 de agosto. Writely continuó manteniendo su propio sistema de usuarios hasta el 19 de septiembre de 2006 cuando fue integrado con Google Accounts.
Writely se ejecutaba originalmente sobre tecnología Microsoft ASP.NET, la cual usa Microsoft Windows. Desde julio de 2006, los servidores de Writely funcionan bajo el sistema operativo Linux.
Mientras tanto, Google desarrolló Google Spreadsheets introduciendo muchas de las bondades encontradas hoy en Google Docs. Google anunció Spreadsheets el 6 de junio de 2006 e inicialmente lo puso a disposición solo de una cantidad limitada de usuarios, según orden de llegada. El test limitado fue reemplazado después con una versión beta disponible para todos los titulares de una cuenta de Google.
- En febrero de 2007 Google Docs fue liberado para todos los usuarios de Google Apps.
- En junio del mismo año Google cambió la página principal para incluir carpetas en vez de etiquetas organizadas en una barra lateral.
- El 17 de septiembre de 2007 Google lanzó su programa de presentación para Google Docs.
- A partir de enero del 2010, Google ha empezado a aceptar cualquier archivo subido en Google Docs.[2]

### Cambio a Google Drive
El 24 de abril de 2012, Google Docs cambió su denominación por Google Drive, cambiando su dirección de enlace de docs.google.com por drive.google.com entre otras cualidades. Cada usuario cuenta con 15 GB de memoria gratuitos para almacenar sus archivos (un aumento importante para los 1 GB previos de Google Docs), ampliables mediante pago. Está disponible para computadoras y portátiles Mac, Android, iPhone y iPad.
Con el lanzamiento de Google Drive, Google aumentó el espacio de almacenamiento de Gmail a 10 GB; hoy en día dicho espacio está unificado a 15 GB y se comparte entre los dos servicios a libre elección del usuario.
Las novedades destacadas en su lanzamiento fueron:
- Ampliación del almacenamiento gratuito de 1 a 5 GB, y posteriormente 15 GB.
- Capacidad de sincronizar archivos y documentos con el ordenador, y visualización mejorada de documentos de Google fuera de línea.
- Cambios en la barra lateral de navegación.

Frente al anterior sistema de visualización fuera de línea denominado «Google Docs Sin Conexión», el nuevo sistema de Google Drive permite mover y eliminar documentos de Google sin estar conectado a Internet. Al conectarse, Google Drive refleja estos cambios en la nube. Incluso es posible recuperar documentos Google de la papelera de la PC.
El sistema de sincronización de archivos permite al usuario:
- Editar sus archivos en el ordenador y tenerlos disponibles en la nube.
- Contar con respaldo automático.
- Contar con un control de versiones, pudiendo acceder a versiones anteriores de un archivo después de ser modificado.
- Realizar subidas o bajadas masivas de archivos, respetando la estructura de carpetas.

Google Drive no es superior a otros sistemas de respaldo de archivos como iDrive, o de sincronización como Dropbox, aunque integra sin conflictos todas las herramientas en un solo producto.
A finales de 2017, según los creadores de Google, Larry Page y Serguéi Brin, ha informado qué se pondrá el límite de 15 GB al día, superando los límites de cuota de transferencia, así qué es necesario tener una Cuenta de Google para quitar ese límite.

### Google One
En mayo de 2018 se anunció una suscripción de pago al servicio, nombrado Google One y se lanzó el 23 de agosto del mismo año, que incluye nuevas funciones además de almacenamiento extra: chat directo, asesoramiento personalizado, créditos. Los usuarios que estén suscritos recibirán beneficios de descuentos o créditos para sus otras aplicaciones de pago como Google Play y hoteles. Cuenta con la función de compartir el plan con hasta 5 miembros de un grupo sin costo adicional.

## Cliente
Para que la aplicación de Google Drive sincronice archivos entre la computadora del usuario y su almacenamiento en la nube, el cliente debe estar abierto en la computadora del usuario. El cliente se comunica con Drive para que los cambios en un lado se reflejen en el otro y que así siempre contengan los mismos archivos.
El cliente de Google Drive está disponible para los siguientes dispositivos: 
- PC con Windows XP, Windows Vista, Windows 7 y Windows 8 y Windows 10 que usen particiones NTFS, o Mac OS X 10.6 (Snow Leopard) o superior;
- Teléfonos inteligentes y tabletas con Android 2.1 (Eclair) o superior; iPhones y iPads con iOS 5.0 o superior. Además de estos sistemas, Sundar Pichai dijo que Google Drive estaría muy bien integrado con Chrome OS.

### Aplicación de ordenador
Google anunció el reemplazo de su cliente por uno nuevo que se integrará con el cliente de Google Photos. Backup and Sync empezará a estar disponible para MAC y Windows el próximo 28 de junio del 2018 dando la posibilidad de hacer copias de seguridad, sincronización de fotos y archivos a la nube desde cualquier carpeta en la computadora del usuario, pendrives y tarjetas SD.
De esta manera, este nuevo cliente se aleja de la funcionalidad principal de Google Drive sin deshacerse de ella.
La actualización de Backup and Sync se llevará a cabo automáticamente permitiendo que el usuario no pierda dichas configuraciones y las carpetas que tienen sincronizadas con sus computadoras actualmente.

### Aplicación móvil
Google Docs permite que los usuarios de telefonía móvil puedan navegar por sus documentos de Google Docs. Los usuarios pueden ver y pueden editar los documentos.
Existe una versión de Google Docs para el iPhone que incluye la funcionalidad para la visualización y edición de presentaciones, junto con una interfaz diseñada específicamente para este dispositivo.
Existen ciertos límites al manejar documentos por cada cuenta. Los documentos de texto pueden tener hasta 500 kB más 2 MB para imágenes incrustadas. Cada hoja de cálculo puede tener hasta 10 000 filas, 256 columnas, 100 000 celdas y 40 hojas. Solo pueden abrirse hasta 11 hojas al mismo tiempo. Solo pueden importarse presentaciones de hasta 10 MB.

### File Stream de Google Drive
Google anunció que desde septiembre de 2017 se está trabajando con un nuevo reemplazo para los clientes de escritorio, llamada File Stream de Google Drive. Ofreciendo las mismas herramientas que su predecesor, con la novedad que ahora se integra nativamente con el sistema operativo instalado. Actualmente este cliente solo puede ser usado con clientes que tengan contratado los servicios de Google Apps.

### Interfaz del sitio web
Google Docs es soportado por Google Chrome, Mozilla Firefox, Internet Explorer, Microsoft Edge, Opera, Safari y Maxthon.
Tampoco es posible hacer modificaciones a los documentos sin la autorización del editor del documento y para descargar los archivos es necesario disponer de una cuenta de Google.

## Almacenamiento
Google ofrece 15 GB iniciales a todos los usuarios que se comparten entre tres de sus productos más usados: Gmail, Google Photos y Google Drive. Los usuarios pueden aumentar esos 15 GB mediante suscripción mensual para disponer de más almacenamiento. Es importante saber que los archivos alojados que usen los formatos nativos de Google Docs no cuentan en esos 15 GB al igual que las imágenes de Google Photos menores que 2048 × 2048 píxeles y los vídeos que duren menos de 15 minutos.
Inicialmente Google Docs ofrecía 1 GB de almacenamiento gratis, el 24 de abril de 2012 Google presentó Google Drive que ofrecía 5 GB de almacenamiento gratis, además de presentar Drive, Google hizo otros cambios en el servicio incluyendo el aumento de capacidad gratis de Gmail de 7 GB a 10 GB.
Originalmente Gmail, Google Docs y Picasa contaban por separado el almacenamiento gratuito de cada plataforma y el almacenamiento otorgado por estos planes se compartía. Poco a poco Google fue unificando el almacenamiento de los usuarios y actualmente todo el espacio es conjunto sea gratis o pagado.
El 13 de marzo de 2017, Google cambió los precios de los planes otra vez reduciéndolos en un drástico 80 %, resultando esto en precios mucho más baratos que los de su competidor directo, Dropbox.

## Seguridad
La privacidad de documentos sensibles puede ser comprometida por el hecho de que mucha gente está autenticada en sus cuentas de Google de manera casi permanente (las cuentas Google se utilizan para la gran variedad de servicios ofrecidos por Google como correo electrónico, calendario, etcétera). A pesar de que este login unificado tiene claras ventajas, representa un potencial riesgo para la seguridad mientras el acceso a Google Docs no requiera comprobación de contraseña.
Google Drive no cumple con la ley de protección de datos europea (RGPD) puesto que los archivos se almacenan fuera de Europa tal como exige la ley (European General Data Protection Regulation G.D.P.R. / EU Data Protection Directive 95/46/EC.). Tampoco firman un contrato de protección de datos que es obligatorio también por ser el Encargado del Tratamiento con respecto a los datos y archivos del usuario final. Además tampoco cuenta con encriptación del lado del cliente.

## Aplicaciones integradas
Documentos de Google, Presentaciones de Google y Hojas de Cálculo de Google ―oficialmente Google Docs, Slides, Sheets― es un programa gratuito basado en Web para crear documentos en línea con la posibilidad de colaborar en grupo. Incluye procesador de textos, hoja de cálculo, programa de presentación básico, creador de dibujos y editor de formularios destinados a encuestas. Google Docs junto con GMail, Google Calendar y Google Talk el 7 de julio de 2009, dejaron su calidad de beta y pasaron a ser productos terminados. A partir de enero del 2010, Google empezó a aceptar cualquier archivo en Google Docs, entrando al negocio del almacenamiento en línea con un máximo de 1 GB (con expansiones por costos adicionales) y preparando el camino para Google Chrome OS.
El 24 de abril de 2012 Google Docs cambió su denominación a Google Drive, incorporando la capacidad de sincronizar archivos con la PC, y aumentando la cuota de almacenamiento gratuito a 5 GB.
Posteriormente Google Docs agregó nuevas funciones inteligentes e integración con Slack. Las nuevas características del grupo de aplicaciones están destinadas a ayudar a ahorrar tiempo, ya que aprovechan integraciones con herramientas de terceros y además, utilizan el aprendizaje automático para simplificar y hacer más rápido el ritmo de trabajo.